# Чепрасов, Михаил Максимович
Михаи́л Макси́мович Чепра́сов (1924—1943) — участник Великой Отечественной войны, заряжающий противотанкового орудия 84-го гвардейского истребительно-противотанкового дивизиона 75-й гвардейской стрелковой дивизии 17-го гвардейского стрелкового корпуса 13-й армии Центрального фронта, гвардии красноармеец, Герой Советского Союза (1943, посмертно).

## Биография
Михаил Максимович Чепрасов родился в 1924 году в селе Челкар (ныне город Шалкар, Казахстан).
Работал трактористом в колхозе. Жил в городе Сарканд (Казахстан). В армию призван в 1942 году.
Во время Курской битвы заряжающий 45-мм противотанкового орудия гвардии красноармеец Чепрасов М. М. сражался в составе расчёта младшего сержанта Петрова А. И. (командир), наводчика гвардии красноармейца Волкова П. П., номеров расчёта гвардии красноармейцев Чичерина А. К. и Макарова. Расчёт действовал в составе батареи гвардии капитана Пахомова М. И. 84-го гвардейского отдельного истребительно-противотанкового дивизиона. В этом бою дивизион занимал позиции в передовой линии обороны 241-го гвардейского стрелкового полка 75-й гвардейской стрелковой дивизии.
На рассвете 6 июля 1943 года немецкие войска, введя в бой свежие крупные силы танков, продолжили наступление в районе станции Поныри. В наградном листе на гвардии красноармейца Чепрасова М. М. командир 84-го гвардейского ОИПТД гвардии капитан Пахомов М. И. написал:

Чепрасов находясь в составе расчёта гв. мл. сержанта Петрова по команде последнего под ожесточённым огнём противника выкатив пушку далеко вперёд за передний край нашей обороны и приблизившись на расстояние 100 метров к вражеским танкам типа «Тигр» бесстрашно вступил в бой с ними.
Ошеломлённые смелым и дерзким действием орудийного расчёта, в составе которого был Чепрасов, фашисты бросили на него пять средних танков. Смело встретив атаку, расчёт уничтожил два танка, заставил остальных отойти назад.
Тогда фашисты, рассчитывая захватить расчёт, бросили на него две роты пехоты. Невзирая на огромное превосходство противника, расчёт стойко встретил врага и отразил все атаки противника, уничтожив более 100 гитлеровцев.
Взбешенные героизмом и стойкостью пяти советских воинов и понеся огромные потери от упорного сопротивления горстки храбрецов, фашисты пустили против расчёта три танка «Тигр». Наступая с трёх сторон вражеские танки огненным кольцом сжимали героический расчёт. Подбив один за одним два танка «Тигр», расчёт с пушкой был смят и раздавлен третьим танком, героически погибнув, но не пропустив врага вперёд.

Указом Президиуми Верховного Совета СССР от 7 августа 1943 года за образцовое выполнение боевых заданий командования на фронте борьбы с немецкими захватчиками и проявленные при этом отвагу и геройство гвардии красноармейцу Чепрасову Михаилу Максимовичу было присвоено звание Героя Советского Союза.
М. М. Чепрасов похоронен в братской могиле в селе Ольховатка Поныровского района Курской области.
За этот бой Петрову А. И. и Волкову П. П. присвоено звание Героя Советского Союза (посмертно), Чичерин А. К. награждён медалью «За боевые заслуги».

## Награды
- Медаль «Золотая Звезда» Героя Советского Союза (7 августа 1943);
- орден Ленина.

## Память

Памятник на братской могиле в Ольховатке

- На братской могиле в селе Ольховатка Поныровского района Курской области, где похоронен М. М. Чепрасов, создан Мемориал героям Северного фаса Курской дуги.
- В городе Сарканде (Казахстан), где М. М. Чепрасов жил перед войной, именем Героя названы улица и школа.
- В посёлке Поныри Курской области создан мемориальный комплекс, в котором установлена стела с именем и портретом М. М. Чепрасова[5].